# Tamara Bos
 (octobre 2018).
Si vous disposez d'ouvrages ou d'articles de référence ou si vous connaissez des sites web de qualité traitant du thème abordé ici, merci de compléter l'article en donnant les références utiles à sa vérifiabilité et en les liant à la section « Notes et références ».
Pour les articles homonymes, voir Bos.
Anna Tamara Bos, née le 13 août 1967 à Ede, est une écrivaine, femme de lettres et scénariste néerlandaise.

## Biographie
Anna Tamara Bos naît le 13 août 1967 à Ede , une ville du centre des Pays-Bas. Tamara Bos commence à écrire très jeune,  mais c’est en 1992, après ses études à l’université d’Amsterdam qu’elle envisage d’en faire une profession. Bien encadrée dans le contexte favorable de la société de production de son père, Burny Bos, elle se voit confier l’écriture de scénario de séries « pour les enfants et leurs parents », comme Children of Waterland. Mais c’est avec le scénario original de Class Dismissed, réalisé par Ben Sombogaart, qu’elle reçoit le prix de la Jeunesse et le Prix du scénario LIRA 1999.

« Depuis lors, j'ai écrit pour les adultes, mais surtout pour les enfants. Je crois, comme mon père, que les enfants devraient être pris au sérieux »

Tamara Bos raconte que dans sa jeunesse, elle est émerveillée par le personnage de Fifi Brindacier, son pouvoir, son humour et son inaltérable confiance en soi. Elle est aussi bercée par des auteurs comme Astrid Lindgren, Annie M.G. Schmidt et Roald Dahl. Elle déclare dans un entretien :

« Écrire de grandes histoires pour les enfants est tout aussi important que d'écrire pour les adultes, c'est ce que mon père m'a appris. Tout comme des aliments sains pour notre corps, les enfants ont besoin de nourriture saine pour leur cerveau »

L’histoire d’une petite immigrée chinoise au Pays-Bas, demandant un (vrai) cheval pour la fête traditionnelle de la Saint-Nicolas remporte un grand succès sous le titre Winky’s Horse (fr. Le Cheval de Saint Nicolas), et est récompensé de plusieurs prix internationaux. 
Elle adapte des œuvres de Annie M.G. Schmidt pour des scénarios de tournage, en privilégiant l’action plutôt que les dialogues, laissant un certaine liberté d’expression aux jeunes comédiens.

Tamara Bos intègre dans ses histoires et scénarios des thèmes forts, mettant en avant des valeurs universelles comme l’amour, l’amitié, le courage etc. Elle confie :

« j'aime créer de grandes histoires qui touchent les gens et pourraient changer leur façon de penser et, espérons-le, les rendre plus empathiques. La vie n'est pas toujours facile, et il est important d'offrir aux enfants (et aux adultes) des outils qui pourraient les aider à la vivre »

Elle est la fille de l'écrivain et scénariste néerlandais Burny Bos. Elle a trois enfants. Ses principaux ouvrage sont Le cheval de Saint Nicolas (2005), Monsieur Grenouille (2016) et Kapsalon Romy (2019).

## Filmographie
- 1996 : Mijn Franse tante Gazeuse de Ben Sombogaart et Joram Lürsen[5]
- 1999 : Cowboy from Iran de Ilse Somers[6]
- 2001 : Miaou ! de Vincent Bal[7]
- 2004 : Pluck and his tow truck de Ben Sombogaart
- 2005 : Le Cheval de Saint Nicolas de Mischa Kamp
- 2007 : Mais où est le cheval de Saint-Nicolas? de Mischa Kamp[8]
- 2011 : Alfie le petit loup-garou de Joram Lürsen[9]
- 2012 : Fidgety Bram de Anna van der Heide[10]
- 2014 : Kankerlijers de Lodewijk Crijns[11]
- 2014 : Wiplala, le lutin enchanteur de Tim Oliehoek[12]
- 2016 : Meester Kikker de Anna van der Heide[13]
- 2019 : Kapsalon Romy de Mischa Kamp